# Iron Fist (album)
Iron Fist – szósty album studyjny brytyjskiego zespołu Motörhead, wydany 17 kwietnia 1982 roku nakładem wytwórni muzycznej Bronze Records. Był to ostatni album z udziałem Eddiego "Fast" Clarke'a. Został nagrany w Ramport Studios i Morgan Studios w Londynie pomiędzy 26 stycznia a 1 marca 1982 roku. Nagrania były promowane teledyskiem do utworu tytułowego.

## Lista utworów
Opracowano na podstawie materiału źródłowego.
| Nr  | Tytuł utworu                    | Autorzy                   | Długość |
| --- | ------------------------------- | ------------------------- | ------- |
| 1.  | „Fist”                          | Kilmister, Taylor, Clarke | 02:55   |
| 2.  | „Heart of Stone”                | Kilmister, Taylor, Clarke | 03:04   |
| 3.  | „I'm the Doctor”                | Kilmister, Taylor, Clarke | 02:43   |
| 4.  | „Go to Hell”                    | Kilmister, Taylor, Clarke | 03:10   |
| 5.  | „Loser”                         | Kilmister, Taylor, Clarke | 03:57   |
| 6.  | „Sex & Outrage”                 | Kilmister, Taylor, Clarke | 02:10   |
| 7.  | „America”                       | Kilmister, Taylor, Clarke | 03:38   |
| 8.  | „Shut It Down”                  | Kilmister, Taylor, Clarke | 02:41   |
| 9.  | „Speedfreak”                    | Kilmister, Taylor, Clarke | 03:28   |
| 10. | „(Don't Let 'Em) Grind Ya Down” | Kilmister, Taylor, Clarke | 03:08   |
| 11. | „(Don't Need) Religion”         | Kilmister, Taylor, Clarke | 02:43   |
| 12. | „Bang to Rights”                | Kilmister, Taylor, Clarke | 02:43   |
|     |                                 |                           | 36:20   |

## Twórcy
Opracowano na podstawie materiału źródłowego.
| Zespół Motörhead w składzie - "Fast" Eddie Clarke – gitara,producent - Lemmy Kilmister – gitara basowa, wokal - Phil "Philthy Animal" Taylor – perkusja |  | Inni - Alan Ballard – zdjęcia, okładka - Evil Red Neck (Will Reid) – producent - Charles Harrowell – operator taśmy - Martin Poole – opracowanie graficzne, Zdjęcia, okładka - Mick Stevenson – zdjęcia |

## Listy sprzedaży
| Lista             | Kraj              | Pozycja |
| ----------------- | ----------------- | ------- |
| Sverigetopplistan | Szwecja           | 25      |
| UK Albums Chart   | Wielka Brytania   | 6       |
| Billboard 200     | Stany Zjednoczone | 174     |
| VG-lista          | Norwegia          | 4       |
| Recorded Music NZ | Nowa Zelandia     | 23      |
| MegaCharts        | Holandia          | 26      |